# Dix (krater)
För andra betydelser, se Dix.
Dix är en nedslagskrater med en diameter på 18,5 kilometer, på planeten Venus. Dix har fått sitt namn efter sjuksköterskan Dorothea Dix.